# Laisser-passer (bridge)
Pour les articles ayant des titres homophones, voir Laissez-passer (film) et Laissez passer (chanson de Maître Gims).
Dans le jeu de bridge le laisser-passer (holdup) est une technique de jeu qui consiste à ne pas chercher à prendre tout de suite la main dans une couleur jouée par la partie adverse alors qu'on pourrait le faire. Le plus souvent, cette manœuvre est effectuée par le déclarant à l'entame d'un contrat à sans-atout et a pour but de couper les communications dans la couleur jouée afin que si le défenseur initialement court dans cette couleur venait à reprendre la main plus tard dans la donne, il n'ait plus de carte de cette couleur. 
Le coup de Bath est un cas particulier où le déclarant laisse passer une entame du roi (ou de la dame) alors qu'il possède AV dans la couleur.
Le laisser-passer peut également être utile dans des contrats à la couleur, notamment pour empêcher un adversaire dangereux de reprendre la main. 
Note: Lorsqu'on retarde d'une manière similaire la prise d'un pli auquel on a droit dans une couleur que l'on joue soi-même, on ne parle pas de laisser-passer mais de Coup à blanc.

## Exemple Typique
| ♠ | V 10 7   |
| ♥ | 10 8 3 2 |
| ♦ | A 5 3    |
| ♣ | R V 10   |

| ♠ | D 9 6      |
| ♥ | 7 5 4      |
| ♦ | R D V 10 9 |
| ♣ | 8 3        |

| ♠ | 5 4 3 2 |
| ♥ | D V 6   |
| ♦ | 7 4 2   |
| ♣ | A 7 4   |

| ♠ | A R 8     |
| ♥ | A R 9     |
| ♦ | 8 6       |
| ♣ | D 9 6 5 2 |

| ♠ | V 10 7   |
| ♥ | 10 8 3 2 |
| ♦ | A 5 3    |
| ♣ | R V 10   |

| ♠ | D 9 6      |
| ♥ | 7 5 4      |
| ♦ | R D V 10 9 |
| ♣ | 8 3        |

| ♠ | 5 4 3 2 |
| ♥ | D V 6   |
| ♦ | 7 4 2   |
| ♣ | A 7 4   |

| ♠ | A R 8     |
| ♥ | A R 9     |
| ♦ | 8 6       |
| ♣ | D 9 6 5 2 |

| ♠ | V 10 7   |
| ♥ | 10 8 3 2 |
| ♦ | A 5 3    |
| ♣ | R V 10   |

| ♠ | D 9 6      |
| ♥ | 7 5 4      |
| ♦ | R D V 10 9 |
| ♣ | 8 3        |

| ♠ | 5 4 3 2 |
| ♥ | D V 6   |
| ♦ | 7 4 2   |
| ♣ | A 7 4   |

| ♠ | A R 8     |
| ♥ | A R 9     |
| ♦ | 8 6       |
| ♣ | D 9 6 5 2 |

| ♠ | V 10 7   |
| ♥ | 10 8 3 2 |
| ♦ | A 5 3    |
| ♣ | R V 10   |

| ♠ | D 9 6      |
| ♥ | 7 5 4      |
| ♦ | R D V 10 9 |
| ♣ | 8 3        |

| ♠ | 5 4 3 2 |
| ♥ | D V 6   |
| ♦ | 7 4 2   |
| ♣ | A 7 4   |

| ♠ | A R 8     |
| ♥ | A R 9     |
| ♦ | 8 6       |
| ♣ | D 9 6 5 2 |

Sud joue un contrat de 3SA, et Ouest entame du roi de carreau. Sud a les neuf plis nécessaires : 2 à ♠ + 2 à ♥ + 1 à ♦ + 4 à ♣ après avoir rendu l'as de trèfle à l'adversaire. Cependant, s'il prend de l'as de carreau à la première levée et continue en faisant sauter l'as de trèfle, les défenseurs feront cet as de trèfle ainsi que quatre plis à carreau pour faire chuter le contrat.
Sud peut garantir son contrat, à condition que le joueur qui possède l'as de trèfle n'ait que trois cartes à carreau, en gardant son as de carreau. Il refuse de prendre les deux premières levées à carreau et prend de l'as à la troisième levée. Maintenant quand Est gagne la levée avec son as de trèfle, il n'a plus de carreau à jouer et doit revenir dans une des trois autres couleurs.

### Règle de sept
Prenez le nombre de cartes que vous détenez dans la suite du défenseur, soustrayez de sept et laissez passer l'entame d'autant de levées.
Dans la main ci-dessus, il y avait cinq carreaux dans l'ensemble des mains Nord-Sud, et le déclarant doit donc laisser passer les deux premières levées (gagnant la troisième).
S'il y avait un carreau supplémentaire dans une main en Nord ou en Sud, pour un total de six, alors le déclarant ne doit laisser passer qu'une fois et prendre de l'as de carreau au second pli. En effet :
- si Ouest a cinq carreaux  alors Est n'en aura que deux;
- si Est a trois carreaux, alors Ouest n'en a que quatre et les défendant ne pourront obtenir que trois plis à carreaux après l'as de trèfle, ce qui ne fait qu'un total de 4 plis quand il leur en faudrait cinq pour battre le contrat.

## Exemple en bluff
| ♦ 3         |
|             |
| ♦ A R D 6 2 |

Sud joue un contrat de 3SA, et Ouest entame du V♦. En Sud, vous avez probablement intérêt à réfréner tout sourire et laisser-passer l'entame. Ouest, qui n'est pas devin, pensera probablement que vous avez effectué un laisser-passer classique avec par exemple l'as troisième et continuera dans la couleur. Si votre souhait se réalise, vous aurez gagné un temps dans l'affranchissement d'une levée à carreau et peut-être même plus car si vous prenez de l'as au second pli et changez de couleur, vos adversaires insisteront peut-être plus tard à carreau au lieu de jouer dans une couleur dangereuse pour vous. Ce coup peut cependant se retourner contre vous si Ouest est finalement bien un devin et joue au deuxième pli la couleur que vous craignez réellement...
On notera au passage que si la défense signale sur l'entame en appel par les grosses, Sud doit jeter le 6♦ et non le 2♦. En faisant cela, il offre à l'entameur la possibilité d'interpréter par exemple le 5♦ jeté par son partenaire comme étant une "grosse carte" et donc un appel à continuer carreau.